# Juan Rafa
Pour les articles homonymes, voir Rafa.
Juan Rafa Mas, né le 9 mai 1908 à Alella (province de Barcelone, Espagne) et mort le 20 février 1974 à Barcelone, est un footballeur espagnol des années 1920 et 1930 qui jouait au poste de défenseur latéral gauche avec le FC Barcelone.

## Biographie
Après ses débuts au FC Alella, Juan Rafa joue entre 1927 et 1929 avec l'UE Sant Andreu.
En 1929, âgé de 21 ans, il rejoint le FC Barcelone où il reste jusqu'en 1939.
En 1930, il est prêté pendant une saison au CF Badalona ce qui entraîne par la suite un litige sur les droits du joueur entre le Barça et le club de Badalone connu dans la presse comme l'"Affaire Rafa" ("Caso Rafa").
Avec Barcelone, il joue 127 matchs et marque un but.

## Palmarès
Avec le FC Barcelone
- Champion de Catalogne en 1932, 1935 et 1936
- Finaliste de la Coupe d'Espagne en 1932 et 1936